# Clisiarnița mănăstirii Moldovița
Clisiarnița mănăstirii Moldovița este un monument istoric situat în satul Vatra Moldoviței, județul Suceava. Este situată în incinta mănăstirii Moldovița. Clădirea a fost construită în anii 1610-1612. Figurează pe noua listă a monumentelor istorice sub codul LMI: SV-II-m-A-05673.03.